# Kishinouyeidae
Kishinouyeidae é uma família de medusas da ordem Stauromedusae. Vivem fixas no fundo do mar.

## Géneros
- Kishinouyea Mayer, 1910
- Lucernariopsis Uchida, 1929
- Sasakiella Okubo, 1917